# Geranium soboliferum
Geranium soboliferum är en näveväxtart som beskrevs av Vladimir Leontjevitj Komarov. Geranium soboliferum ingår i släktet nävor, och familjen näveväxter. Inga underarter finns listade i Catalogue of Life.